# رابرت کینگ
رابرت کینگ (به انگلیسی: Robert King) بازیکن فوتبال زادهٔ ۴ آوریل ۱۸۶۲ اهل انگلستان بود که سابقهٔ بازی در تیم ملی فوتبال انگلستان را در کارنامهٔ خود دارد. وی در تاریخ ۱۸ فوریه ۱۸۸۲ تنها بازی ملی خود را در مقابل تیم ملی فوتبال ایرلند انجام داد.